# Carlo Rolandi
Carlo Rolandi (Napoli, 2 luglio 1926 – Napoli, 8 agosto 2020) è stato un velista italiano che partecipò alle Olimpiadi di Roma classificandosi 4º nella Classe Star.
Fu presidente della Federazione italiana vela dal 1981 al 1988 nonché presidente onorario fino alla scomparsa.

## Olimpiadi
- 1960 - Napoli - Classe Star; 4° (con Agostino Straulino)